# روبرت جاي ستيفنز
روبرت جاي ستيفنز (بالإنجليزية: Robert J. Stevens)‏ هو رائد أعمال أمريكي، ولد في 1952 في ماكيسبورت في الولايات المتحدة.

## وصلات خارجية
- روبرت جاي ستيفنز على موقع إن إن دي بي (الإنجليزية)